# Nice to Meet You
Nice To Meet You (chino simplificado: 只为遇见你; pinyin: Zhi Wei Yu Jian Ni), es una serie de televisión china transmitida del 10 de marzo del 2019 hasta el 9 de abril del 2019 por Hunan TV y Youku.
La serie sigue la historia de Gao Jie, es una diseñadora que casi pierde todo por los planes de sus enemigos por derribarla. Cuando conoce a Yu Zhi, el sucesor de una joyería de primer nivel ambos se enamoran profundamente.

## Sinopsis
Gao Jie, siempre ha soñado con convertirse en diseñadora de joyas, por lo que empaca sus cosas y se muda a América del Sur para trabajar en una compañía minera. Ahí conoce a Yu Zhi, el sucesor de la compañía de joyas "Shengfeng". Ambos se enamoran profundamente, sin embargo deben de separarse.
Cuando Gao Jie regresa a China, las cosas no van bien para ella, sin embargo para lograr su sueño y seguir con su pasión y consigue un trabajo en Shengfeng (que solía ser la mejor de la industria, pero que debido a la feroz competencia con los joyeros occidentales ha reducido la prominencia de la marca a lo largo de los años). Cuando ambos se reencuentran retoman su relación.
Para devolverle a la compañía su antigua gloria, Yu Zhi rompe la tradición al centrarse en los diseños occidentales y después de que Gao Jie se une a la compañía, queda fascinada con la belleza exquisita de las joyas tradicionales chinas y se dedica a crear diseños que fusionen las influencias orientales y occidentales.
Ambos tendrán que trabajar juntos para sacar adelantes la compañía y para poder estar finalmente juntos, superando los obstáculos de Mu Zi Yun, la madrastra de Yu Zhi, quien hace todo lo posible por hacerse cargo de la compañía y de Gao Hui, quien está enamorada de él, y hace todo lo posible por separarlos.

## Reparto

### Personajes principales
| Actor                | Personaje         | Nº de episodios | Notas |
| -------------------- | ----------------- | --------------- | ----- |
| Janice Man           | Gao Jie / Jocelyn | 53              | [ 4 ] |
| Zhang Mingen         | Yu Zhi / James    | 53              | [ 5 ] |
| Shawn Wei (魏千翔)   | Yu Yi             | -               |       |
| Melody Tang (汤梦佳) | Gao Hui           | -               |       |

### Personajes secundarios
| Actor                  | Personaje     | Nº de episodios | Notas                                       |
| ---------------------- | ------------- | --------------- | ------------------------------------------- |
| Ji Xiaobing (季肖冰)   | Si Cheng      | -               |                                             |
| Ma Yashu (马雅舒)      | Mu Ziyun      | -               | Es la madrastra de Yu Zhi y tía de Gao Jie. |
| Jerry Chang (常铖)     | Gao Hai       | -               |                                             |
| Yue Yang (岳旸)        | Yu Guanghua   | -               |                                             |
| Li Jianyi (李建義)     | Pan Mingyu    | -               |                                             |
| Li Jinrong (李进荣)    | Zhao Yue      | -               |                                             |
| Zhang Xilin (张晞临)   | Lei Xiangdong | -               |                                             |
| Gu Yan (顧艷)          | Lin Xue       | -               | Es la abuela de la familia Yu.              |
| Neno Ren (任東霖)      | Zhou Di       | -               |                                             |
| Zhan Xiaonan (詹小楠)  | Wu Xiaoci     | -               | Es la madre de Gao Hui.                     |
| Qian Jie (钱琳储)      | Pan Yue       | -               | Es la madre de Gao Jie.                     |
| Feng Yuxi (风昱希)     | Abbot         | -               |                                             |
| Jiang Jiahuan (蒋佳洹) | Ye Qiangsheng | -               | Director de diseño de Inlay.                |
| Zhu Jian (朱健)        | Maestro Choi  | -               |                                             |
| Liang Guoeong (梁国荣) | Maestro Lin   | -               |                                             |
| Fang Zige (方子哥)     | Maestro Zheng | -               |                                             |
| Zhang Ruijia (张瑞珈)  | Lin Shuyi     | -               |                                             |
| Wang Yikun (王一琨)    | Yan Kai       | -               | Es el amigo de Yu Zhi.                      |
| Zhang Minglei (张明磊) | Li Bingshen   | -               | Es el socio de Mu Zi Yun.                   |
| Ding Yiyi (丁一一)     | Chen Pinzhen  | -               | Es la amiga de Gao Jie.                     |
| Dai Jiaoqian (戴娇倩;) | Ju Siying     | -               |                                             |

## Episodios
La serie estuvo conformada por 53 episodios, los cuales fueron emitidos todos los lunes a jueves a las 20:00 a 22:00 (dos episodios), los viernes de 19:35 a 20:20 (un episodio) y los domingos de 19:35 a 22:00 (dos episodios).

## Producción
La serie fue dirigida por Wang Zi Ming, quien contó con los guionistas Xu Lu Yan y Chu Min. 